# Humphrey Sibthorp
Pour les articles homonymes, voir Sibthorp.
Humphrey Waldo Sibthorp est un botaniste britannique, né en 1713 et mort en 1797.
Après la mort de Johann Jacob Dillenius (1684-1747), il reçoit la chaire de botanique sherardienne à Oxford de 1747 à 1783 ; il est célèbre pour n’avoir donné qu’un seul cours durant 37 ans. Son fils cadet est le botaniste bien connu John Sibthorp (1758-1796). Il commence le catalogue des plantes du jardin botanique de l’université, Catalogus Plantarum Horti Botanici Oxoniensis, qui sera continué par son fils.